# Митска критика
Митска критика у оквиру структурализма, односи се на истраживање митова као праоблика, као основних структура, које се, додуше, у нашој представи о времену проширују или изнова обрађују, али увијек само на неки начин понављају, те је наша мисао о постојању историјског процеса заправо само заблуда. Митска критика зато и жели у књижевном дјелу да открије првобитну структуру, онај најстарији мит, затим начин на који су у процесу цивилизације поједине слике и представе увијек изнова заодјенуте у мит пошто су можда неко вријеме пролазиле кроз процес рационалног размишљања, али им је на крају ипак признато да се не могу схватити рационално. Ова теорија има своје оправдање утолико што је митологија заиста увијек изнова оплођивала пјесништво преузимајући и прерађујући поједине митове и симболе. 
Путеве митске критике у оквиру структурализма отворио је Клод Леви-Строс, а велики утицај на њен даљи развој извршили су Џ. Фрејзер са својом Златном граном, и Карл Густав Јунг са теоријом архетипова, која под одређеним условима укључује и мит. Митској критици је блиска архетипска критика. 